# Copa del Rey de fútbol 1978-79
La Copa del Rey de fútbol 1978-79 fue la edición número 75 de dicha competición española. Se disputó entre el 20 de septiembre de 1978 y el 30 de junio de 1979, y contó con la participación de 156 equipos repartidos de la siguiente manera: todos los participantes de la Primera y Segunda División, 36 participantes de la Segunda División "B" sobre un total de 40, y 82 de Tercera División sobre un total de 120. 
El campeón fue el Valencia C. F., tras vencer al Real Madrid C. F. por 2 goles a 0 en la final celebrada en el Estadio Vicente Calderón de Madrid. El título suponía el número cinco del club en dicha competición.

## Primera ronda

### Cuadro
| Equipo 1                  | Agr.       | Equipo 2                          | Ida | Vuelta |
| ------------------------- | ---------- | --------------------------------- | --- | ------ |
| C. D. Guecho              | 2-4        | Bilbao Athletic C.                | 1-2 | 1-2    |
| C. D. Toledo              | 3-9        | C. Atlético de Madrid             | 1-5 | 2-4    |
| Real Sociedad de F.       | 8-1        | C. D. Tudelano                    | 6-1 | 2-0    |
| C. D. Numancia            | 2-4        | Burgos C. F.                      | 2-1 | 0-3    |
| R. C. Celta de Vigo       | 4-0        | Alondras C. F.                    | 0-0 | 4-0    |
| Hércules C. F.            | 3-1        | U. D. Vall de Uxó                 | 0-1 | 3-0    |
| C. D. Malgrat             | 0-9        | R. C. D. Español                  | 0-1 | 0-8    |
| Castilla C. F.            | 8-0        | C. D. Don Benito                  | 6-0 | 2-0    |
| Granada C. F.             | 8-1        | C. F. Industrial de Melilla       | 7-1 | 1-0    |
| U. D. C. Chantrea         | 3-9        | Deportivo Alavés                  | 1-4 | 2-5    |
| Club Guernica             | 0-4        | C. Atlético Osasuna               | 0-1 | 0-3    |
| Sevilla Atlético C.       | 1-7        | Xerez C. D.                       | 0-2 | 1-5    |
| C. D. Logroñés            | 7-5        | S. D. Gimnástica Arandina         | 5-1 | 2-4    |
| C. P. Cacereño            | 2-2 (pen.) | C. D. Diter Zafra                 | 2-1 | 0-1    |
| A. D. Torrejón de Ardoz   | 6-0        | A. D. Arganda                     | 4-0 | 2-0    |
| C. D. Acero               | 3-2        | Onteniente C. F.                  | 3-0 | 0-2    |
| C. D. San Andrés          | 4-0        | S. D. Ibiza                       | 2-0 | 2-0    |
| S. D. Erandio Club        | 3-1        | S. D. Lemona                      | 3-1 | 0-0    |
| C. D. Basconia            | 4-3        | Peña Sport C. F.                  | 2-2 | 2-1    |
| C. F. Gandía              | 4-1        | C. D. Eldense                     | 4-0 | 0-1    |
| F. C. Andorra             | 4-2        | C. F. Badalona                    | 1-0 | 3-2    |
| C. D. Manchego            | 1-2        | C. D. Carabanchel                 | 1-0 | 0-2    |
| C. D. Málaga              | 4-1        | Linares C. F.                     | 3-1 | 1-0    |
| C. D. Atlético Baleares   | 5-6        | Crevillente Deportivo             | 4-2 | 1-4    |
| A. D. Almería             | 3-1        | C. Atlético Malagueño             | 1-0 | 2-1    |
| C. Gimnástico Melilla     | 3-4        | Úbeda C. F.                       | 2-1 | 1-3    |
| Mérida Industrial C. F.   | 2-1        | C. D. Ciempozuelos                | 0-1 | 2-0    |
| Levante U. D.             | 5-2        | C. D. Villena                     | 5-0 | 0-2    |
| R. B. Linense             | 5-6        | Jerez Industrial C. F.            | 3-2 | 2-4    |
| U. D. Alcira              | 1-4        | Cartagena F. C.                   | 1-2 | 0-2    |
| Real Betis Balompié       | (pen.) 2-2 | C. D. San Fernando                | 2-1 | 0-1    |
| Real Jaén C. F.           | 2-1        | C. F. Calvo Sotelo de Puertollano | 0-1 | 2-0    |
| C. D. Gijón               | 0-2        | Real Oviedo C. F.                 | 0-0 | 0-2    |
| S. D. Compostela          | 2-4        | C. D. Lugo                        | 1-3 | 1-1    |
| C. D. Orense              | 5-1        | C. Gran Peña Celtista             | 4-1 | 1-0    |
| C. F. Extremadura         | 1-2        | C. D. Pegaso                      | 1-1 | 0-1    |
| Sestao S. C.              | 3-0        | Tolosa C. F.                      | 0-0 | 3-0    |
| U. P. Langreo             | 3-4        | Santoña C. F.                     | 3-2 | 0-2    |
| C. D. La Cava             | 0-8        | Gerona C. F.                      | 0-3 | 0-5    |
| C. D. Sabadell C. F.      | 1-4        | U. D. Lérida                      | 0-0 | 1-4    |
| Ag. D. Ceuta              | 3-2        | Algeciras C. F.                   | 1-1 | 2-1    |
| Villarreal C. F.          | (pen.) 4-4 | C. D. Castellón                   | 1-1 | 3-3    |
| U. D. Español de SVR      | 6-2        | Paterna C. F.                     | 3-0 | 3-2    |
| Talavera C. F.            | 4-3        | C. D. Badajoz                     | 3-1 | 1-2    |
| C. Atlético Monzón        | 2-4        | S. D. Huesca                      | 2-2 | 0-2    |
| Córdoba C. F.             | 6-2        | C. D. Valdepeñas                  | 5-1 | 1-1    |
| C. D. Naval               | 1-3        | C. D. Turón                       | 0-1 | 1-2    |
| C. D. Rota                | 3-10       | Sevilla F. C.                     | 2-5 | 1-5    |
| R. Racing C. de Santander | 3-1        | C. D. Ensidesa                    | 2-1 | 1-0    |
| Toscal C. F.              | 0-7        | U. D. Las Palmas                  | 0-5 | 0-2    |
| Racing C. Portuense       | 1-2        | Cádiz C. F.                       | 1-1 | 0-1    |
| S. D. Valmaseda C. F.     | 4-2        | Real Unión Club                   | 2-0 | 2-2    |
| Puerto Real C. F.         | 1-2        | R. C. Recreativo de Huelva        | 1-1 | 0-1    |
| A. P. Almansa             | 3-4        | Albacete Balompié                 | 3-1 | 0-3    |
| U. D. Las Palmas Atlético | 2-3        | C. D. Tenerife                    | 1-0 | 1-3    |
| C. D. Leganés             | 2-3        | A. D. Rayo Vallecano              | 2-0 | 0-3    |
| A. D. Sabiñánigo          | 0-6        | Real Zaragoza C. D.               | 0-0 | 0-6    |
| S. D. Almazán             | 1-7        | U. D. Salamanca                   | 0-4 | 1-3    |
| Arosa S. C.               | 3-4        | Racing C. de Ferrol               | 2-1 | 1-3    |
| R. C. D. Coruña           | 4-3        | Pontevedra C. F.                  | 3-1 | 1-2    |
| Arenas C. de Guecho       | 0-8        | Baracaldo C. F.                   | 0-3 | 0-5    |
| C. D. Masnou              | 2-5        | Tarrasa C. F.                     | 2-2 | 0-3    |
| Torrevieja C. F.          | 1-2        | Elche C. F.                       | 1-0 | 0-2    |
| Real Murcia C. F.         | 2-1        | Vinaroz C. F.                     | 2-0 | 0-1    |
| C. D. Villanovense        | 2-8        | C. Getafe Deportivo               | 2-3 | 0-5    |
| Real Valladolid Deportivo | 5-0        | Palencia C. F.                    | 4-0 | 1-0    |
| Cultural D. Leonesa       | 3-1        | U. D. Gijón Industrial            | 2-0 | 1-1    |
| Caudal Deportivo          | 3-3 (pen.) | Fabril Deportivo                  | 3-1 | 0-2    |
| C. D. Colonia Moscardó    | 1-3        | C. D. San Fernando                | 1-0 | 0-3    |
| C. D. Júpiter             | 1-2        | C. Gimnástico de Tarragona        | 1-2 | 0-0    |
| Zamora C. F.              | (pen.) 3-3 | C. D. Calahorra                   | 2-0 | 1-3    |
| Sporting Celanova C. F.   | 1-8        | C. Turista de Vigo                | 1-3 | 0-5    |
| C. F. Reus Deportivo      | 3-4        | U. D. Poblense                    | 2-0 | 1-4    |
| C. D. Hospitalet          | 4-7        | U. E. Olot                        | 1-1 | 3-6    |
| Burgos Promesas C. F.     | 0-4        | C. D. Venta de Baños              | 0-0 | 0-4    |

### Partidos
| Ida; 12 de septiembre de 1978 | C. D. Guecho | 1:2 | Bilbao Athletic C. |  |  |

| Vuelta; 11 de octubre de 1978 | Bilbao Athletic C. | 2:1 (Global 4:2) | C. D. Guecho |  |  |

| Ida; 20 de septiembre de 1978 | C. D. Toledo | 1:5 | C. Atlético de Madrid |  |  |

| Vuelta; 12 de octubre de 1978 | C. Atlético de Madrid | 4:2 (Global 9:3) | C. D. Toledo |  |  |

| Ida; 20 de septiembre de 1978 | Real Sociedad de F. | 6:1 | C. D. Tudelano |  |  |

| Vuelta; 12 de octubre de 1978 | C. D. Tudelano | 0:2 (Global 1:8) | Real Sociedad de F. |  |  |

| Ida; 20 de septiembre de 1978 | C. D. Numancia | 2:1 | Burgos C. F. |  |  |

| Vuelta; 12 de octubre de 1978 | Burgos C. F. | 3:0 (Global 4:2) | C. D. Numancia |  |  |

| Ida; 20 de septiembre de 1978 | R. C. Celta de Vigo | 0:0 | Alondras C. F. |  |  |

| Vuelta; 12 de octubre de 1978 | Alondras C. F. | 0:4 (Global 0:4) | R. C. Celta de Vigo |  |  |

| Ida; 20 de septiembre de 1978 | Hércules C. F. | 0:1 | U. D. Vall de Uxó |  |  |

| Vuelta; 12 de octubre de 1978 | U. D. Vall de Uxó | 0:3 (Global 1:3) | Hércules C. F. |  |  |

| Ida; 20 de septiembre de 1978 | C. D. Malgrat | 0:1 | R. C. D. Español |  |  |

| Vuelta; 12 de octubre de 1978 | R. C. D. Español | 8:0 (Global 9:0) | C. D. Malgrat |  |  |

| Ida; 20 de septiembre de 1978 | Castilla C. F. | 6:0 | C. D. Don Benito |  |  |

| Vuelta; 12 de octubre de 1978 | C. D. Don Benito | 0:2 (Global 0:8) | Castilla C. F. |  |  |

| Ida; 20 de septiembre de 1978 | Granada C. F. | 7:1 | C. F. Industrial de Melilla |  |  |

| Vuelta; 18 de octubre de 1978 | C. F. Industrial de Melilla | 0:1 (Global 1:8) | Granada C. F. |  |  |

| Ida; 20 de septiembre de 1978 | U. D. C. Chantrea | 1:4 | Deportivo Alavés |  |  |

| Vuelta; 12 de octubre de 1978 | Deportivo Alavés | 5:2 (Global 9:3) | U. D. C. Chantrea |  |  |

| Ida; 20 de septiembre de 1978 | Club Guernica | 0:1 | C. Atlético Osasuna |  |  |

| Vuelta; 12 de octubre de 1978 | C. Atlético Osasuna | 3:0 (Global 4:0) | Club Guernica |  |  |

| Ida; 20 de septiembre de 1978 | Sevilla Atlético C. | 0:2 | Xerez C. D. |  |  |

| Vuelta; 30 de septiembre de 1978 | Xerez C. D. | 5:1 (Global 7:1) | Sevilla Atlético C. |  |  |

| Ida; 20 de septiembre de 1978 | C. D. Logroñés | 5:1 | S. D. Gimnástica Arandina |  |  |

| Vuelta; 12 de octubre de 1978 | S. D. Gimnástica Arandina | 4:2 (Global 5:7) | C. D. Logroñés |  |  |

| Ida; 20 de septiembre de 1978 | C. P. Cacereño | 2:1 | C. D. Diter Zafra |  |  |

| Vuelta; 12 de octubre de 1978 | C. D. Diter Zafra | 1:0 (t. s.)(5-3 p.)(Global 2:2) | C. P. Cacereño |  |  |

| Ida; 20 de septiembre de 1978 | A. D. Torrejón de Ardoz | 4:0 | A. D. Arganda |  |  |

| Vuelta; 12 de octubre de 1978 | A. D. Arganda | 0:2 (Global 0:6) | A. D. Torrejón de Ardoz |  |  |

| Ida; 20 de septiembre de 1978 | C. D. Acero | 3:0 | Onteniente C. F. |  |  |

| Vuelta; 01 de octubre de 1978 | Onteniente C. F. | 2:0 (Global 2:3) | C. D. Acero |  |  |

| Ida; 20 de septiembre de 1978 | C. D. San Andrés | 2:0 | S. D. Ibiza |  |  |

| Vuelta; 12 de octubre de 1978 | S. D. Ibiza | 0:2 (Global 0:4) | C. D. San Andrés |  |  |

| Ida; 20 de septiembre de 1978 | S. D. Erandio Club | 3:1 | S. D. Lemona |  |  |

| Vuelta; 12 de octubre de 1978 | S. D. Lemona | 0:0 (Global 1:3) | S. D. Erandio Club |  |  |

| Ida; 20 de septiembre de 1978 | C. D. Basconia | 2:2 | Peña Sport C. F. |  |  |

| Vuelta; 12 de octubre de 1978 | Peña Sport C. F. | 1:2 (Global 3:4) | C. D. Basconia |  |  |

| Ida; 20 de septiembre de 1978 | C. F. Gandía | 4:0 | C. D. Eldense |  |  |

| Vuelta; 01 de octubre de 1978 | C. D. Eldense | 1:0 (Global 1:4) | C. F. Gandía |  |  |

| Ida; 20 de septiembre de 1978 | F. C. Andorra | 1:0 | C. F. Badalona |  |  |

| Vuelta; 12 de octubre de 1978 | C. F. Badalona | 2:3 (Global 2:4) | F. C. Andorra |  |  |

| Ida; 20 de septiembre de 1978 | C. D. Manchego | 1:0 | C. D. Carabanchel |  |  |

| Vuelta; 12 de octubre de 1978 | C. D. Carabanchel | 2:0 (Global 2:1) | C. D. Manchego |  |  |

| Ida; 20 de septiembre de 1978 | C. D. Málaga | 3:1 | Linares C. F. |  |  |

| Vuelta; 01 de octubre de 1978 | Linares C. F. | 0:1 (Global 1:4) | C. D. Málaga |  |  |

| Ida; 20 de septiembre de 1978 | C. D. Atlético Baleares | 4:2 | Crevillente Deportivo |  |  |

| Vuelta; 12 de octubre de 1978 | Crevillente Deportivo | 4:1 (Global 6:5) | C. D. Atlético Baleares |  |  |

| Ida; 20 de septiembre de 1978 | A. D. Almería | 1:0 | C. Atlético Malagueño |  |  |

| Vuelta; 12 de octubre de 1978 | C. Atlético Malagueño | 1:2 (Global 1:3) | A. D. Almería |  |  |

| Ida; 20 de septiembre de 1978 | C. Gimnástico Melilla | 2:1 | Úbeda C. F. |  |  |

| Vuelta; 12 de octubre de 1978 | Úbeda C. F. | 3:1 (Global 4:3) | C. Gimnástico Melilla |  |  |

| Ida; 20 de septiembre de 1978 | Mérida Industrial C. F. | 0:1 | C. D. Ciempozuelos |  |  |

| Vuelta; 01 de octubre de 1978 | C. D. Ciempozuelos | 0:2 (Global 1:2) | Mérida Industrial C. F. |  |  |

| Ida; 20 de septiembre de 1978 | Levante U. D. | 5:0 | C. D. Villena |  |  |

| Vuelta; 01 de octubre de 1978 | C. D. Villena | 2:0 (Global 2:5) | Levante U. D. |  |  |

| Ida; 20 de septiembre de 1978 | R. B. Linense | 3:2 | Jerez Industrial C. F. |  |  |

| Vuelta; 12 de octubre de 1978 | Jerez Industrial C. F. | 4:2 (Global 6:5) | R. B. Linense |  |  |

| Ida; 20 de septiembre de 1978 | U. D. Alcira | 1:2 | Cartagena F. C. |  |  |

| Vuelta; 01 de octubre de 1978 | Cartagena F. C. | 2:0 (Global 4:1) | U. D. Alcira |  |  |

| Ida; 20 de septiembre de 1978 | Real Betis Balompié | 2:1 | C. D. San Fernando |  |  |

| Vuelta; 12 de octubre de 1978 | C. D. San Fernando | 1:0 (t. s.)(3-5 p.)(Global 2:2) | Real Betis Balompié |  |  |

| Ida; 20 de septiembre de 1978 | Real Jaén C. F. | 0:1 | C. F. Calvo Sotelo de Puertollano |  |  |

| Vuelta; 12 de octubre de 1978 | C. F. Calvo Sotelo de Puertollano | 0:2 (Global 1:2) | Real Jaén C. F. |  |  |

| Ida; 20 de septiembre de 1978 | C. D. Gijón | 0:0 | Real Oviedo C. F. |  |  |

| Vuelta; 12 de octubre de 1978 | Real Oviedo C. F. | 2:0 (Global 2:0) | C. D. Gijón |  |  |

| Ida; 20 de septiembre de 1978 | S. D. Compostela | 1:3 | C. D. Lugo |  |  |

| Vuelta; 12 de octubre de 1978 | C. D. Lugo | 1:1 (Global 4:2) | S. D. Compostela |  |  |

| Ida; 20 de septiembre de 1978 | C. D. Orense | 4:1 | C. Gran Peña Celtista |  |  |

| Vuelta; 01 de octubre de 1978 | C. Gran Peña Celtista | 0:1 (Global 1:5) | C. D. Orense |  |  |

| Ida; 20 de septiembre de 1978 | C. F. Extremadura | 1:1 | C. D. Pegaso |  |  |

| Vuelta; 12 de octubre de 1978 | C. D. Pegaso | 1:0 (Global 2:1) | C. F. Extremadura |  |  |

| Ida; 20 de septiembre de 1978 | Sestao S. C. | 0:0 | Tolosa C. F. |  |  |

| Vuelta; 01 de octubre de 1978 | Tolosa C. F. | 0:3 (Global 0:3) | Sestao S. C. |  |  |

| Ida; 20 de septiembre de 1978 | U. P. Langreo | 3:2 | Santoña C. F. |  |  |

| Vuelta; 12 de octubre de 1978 | Santoña C. F. | 2:0 (Global 4:3) | U. P. Langreo |  |  |

| Ida; 20 de septiembre de 1978 | C. D. La Cava | 0:3 | Gerona C. F. |  |  |

| Vuelta; 30 de septiembre de 1978 | Gerona C. F. | 5:0 (Global 8:0) | C. D. La Cava |  |  |

| Ida; 20 de septiembre de 1978 | C. D. Sabadell C. F. | 0:0 | U. D. Lérida |  |  |

| Vuelta; 12 de octubre de 1978 | U. D. Lérida | 4:1 (Global 4:1) | C. D. Sabadell C. F. |  |  |

| Ida; 20 de septiembre de 1978 | Ag. D. Ceuta | 1:1 | Algeciras C. F. |  |  |

| Vuelta; 12 de octubre de 1978 | Algeciras C. F. | 1:2 (Global 2:3) | Ag. D. Ceuta |  |  |

| Ida; 20 de septiembre de 1978 | Villarreal C. F. | 1:1 | C. D. Castellón |  |  |

| Vuelta; 01 de octubre de 1978 | C. D. Castellón | 3:3 (t. s.)(2-3 p.)(Global 4:4) | Villarreal C. F. |  |  |

| Ida; 21 de septiembre de 1978 | U. D. Español de SVR | 3:0 | Paterna C. F. |  |  |

| Vuelta; 11 de octubre de 1978 | Paterna C. F. | 2:3 (Global 2:6) | U. D. Español de SVR |  |  |

| Ida; 21 de septiembre de 1978 | Talavera C. F. | 3:1 | C. D. Badajoz |  |  |

| Vuelta; 11 de octubre de 1978 | C. D. Badajoz | 2:1 (Global 3:4) | Talavera C. F. |  |  |

| Ida; 21 de septiembre de 1978 | C. Atlético Monzón | 2:2 | S. D. Huesca |  |  |

| Vuelta; 12 de octubre de 1978 | S. D. Huesca | 2:0 (Global 4:2) | C. Atlético Monzón |  |  |

| Ida; 27 de septiembre de 1978 | Córdoba C. F. | 5:1 | C. D. Valdepeñas |  |  |

| Vuelta; 01 de octubre de 1978 | C. D. Valdepeñas | 1:1 (Global 2:6) | Córdoba C. F. |  |  |

| Ida; 27 de septiembre de 1978 | C. D. Naval | 0:1 | C. D. Turón |  |  |

| Vuelta; 19 de octubre de 1978 | C. D. Turón | 2:1 (Global 3:1) | C. D. Naval |  |  |

| Ida; 29 de septiembre de 1978 | C. D. Rota | 2:5 | Sevilla F. C. |  |  |

| Vuelta; 11 de octubre de 1978 | Sevilla F. C. | 5:1 (Global 10:3) | C. D. Rota |  |  |

| Ida; 30 de septiembre de 1978 | R. Racing C. de Santander | 2:1 | C. D. Ensidesa |  |  |

| Vuelta; 12 de octubre de 1978 | C. D. Ensidesa | 0:1 (Global 1:3) | R. Racing C. de Santander |  |  |

| Ida; 30 de septiembre de 1978 | Toscal C. F. | 0:5 | U. D. Las Palmas |  |  |

| Vuelta; 11 de octubre de 1978 | U. D. Las Palmas | 2:0 (Global 7:0) | Toscal C. F. |  |  |

| Ida; 30 de septiembre de 1978 | Racing C. Portuense | 1:1 | Cádiz C. F. |  |  |

| Vuelta; 11 de octubre de 1978 | Cádiz C. F. | 1:0 (Global 2:1) | Racing C. Portuense |  |  |

| Ida; 30 de septiembre de 1978 | S. D. Valmaseda C. F. | 2:0 | Real Unión Club |  |  |

| Vuelta; 12 de octubre de 1978 | Real Unión Club | 2:2 (Global 2:4) | S. D. Valmaseda C. F. |  |  |

| Ida; 30 de septiembre de 1978 | Puerto Real C. F. | 1:1 | R. C. Recreativo de Huelva |  |  |

| Vuelta; 11 de octubre de 1978 | R. C. Recreativo de Huelva | 1:0 (Global 2:1) | Puerto Real C. F. |  |  |

| Ida; 30 de septiembre de 1978 | A. P. Almansa | 3:1 | Albacete Balompié |  |  |

| Vuelta; 11 de octubre de 1978 | Albacete Balompié | 3:0 (Global 4:3) | A. P. Almansa |  |  |

| Ida; 30 de septiembre de 1978 | U. D. Las Palmas Atlético | 1:0 | C. D. Tenerife |  |  |

| Vuelta; 11 de octubre de 1978 | C. D. Tenerife | 3:1 (Global 3:2) | U. D. Las Palmas Atlético |  |  |

| Ida; 30 de septiembre de 1978 | C. D. Leganés | 2:0 | A. D. Rayo Vallecano |  |  |

| Vuelta; 12 de octubre de 1978 | A. D. Rayo Vallecano | 3:0 (Global 3:2) | C. D. Leganés |  |  |

| Ida; 01 de octubre de 1978 | A. D. Sabiñánigo | 0:0 | Real Zaragoza C. D. |  |  |

| Vuelta; 11 de octubre de 1978 | Real Zaragoza C. D. | 6:0 (Global 6:0) | A. D. Sabiñánigo |  |  |

| Ida; 01 de octubre de 1978 | S. D. Almazán | 0:4 | U. D. Salamanca |  |  |

| Vuelta; 12 de octubre de 1978 | U. D. Salamanca | 3:1 (Global 7:1) | S. D. Almazán |  |  |

| Ida; 01 de octubre de 1978 | Arosa S. C. | 2:1 | Racing C. de Ferrol |  |  |

| Vuelta; 12 de octubre de 1978 | Racing C. de Ferrol | 3:1 (Global 4:3) | Arosa S. C. |  |  |

| Ida; 01 de octubre de 1978 | R. C. D. Coruña | 3:1 | Pontevedra C. F. |  |  |

| Vuelta; 12 de octubre de 1978 | Pontevedra C. F. | 2:1 (Global 3:4) | R. C. D. Coruña |  |  |

| Ida; 01 de octubre de 1978 | Arenas C. de Guecho | 0:3 | Baracaldo C. F. |  |  |

| Vuelta; 11 de octubre de 1978 | Baracaldo C. F. | 5:0 (Global 8:0) | Arenas C. de Guecho |  |  |

| Ida; 01 de octubre de 1978 | C. D. Masnou | 2:2 | Tarrasa C. F. |  |  |

| Vuelta; 12 de octubre de 1978 | Tarrasa C. F. | 3:0 (Global 5:2) | C. D. Masnou |  |  |

| Ida; 01 de octubre de 1978 | Torrevieja C. F. | 1:0 | Elche C. F. |  |  |

| Vuelta; 12 de octubre de 1978 | Elche C. F. | 2:0 (Global 2:1) | Torrevieja C. F. |  |  |

| Ida; 01 de octubre de 1978 | Real Murcia C. F. | 2:0 | Vinaroz C. F. |  |  |

| Vuelta; 12 de octubre de 1978 | Vinaroz C. F. | 1:0 (Global 1:2) | Real Murcia C. F. |  |  |

| Ida; 01 de octubre de 1978 | C. D. Villanovense | 2:3 | C. Getafe Deportivo |  |  |

| Vuelta; 12 de octubre de 1978 | C. Getafe Deportivo | 5:0 (Global 8:2) | C. D. Villanovense |  |  |

| Ida; 01 de octubre de 1978 | Real Valladolid Deportivo | 4:0 | Palencia C. F. |  |  |

| Vuelta; 12 de octubre de 1978 | Palencia C. F. | 0:1 (Global 0:5) | Real Valladolid Deportivo |  |  |

| Ida; 01 de octubre de 1978 | Cultural D. Leonesa | 2:0 | U. D. Gijón Industrial |  |  |

| Vuelta; 12 de octubre de 1978 | U. D. Gijón Industrial | 1:1 (Global 1:3) | Cultural D. Leonesa |  |  |

| Ida; 01 de octubre de 1978 | Caudal Deportivo | 3:1 | Fabril Deportivo |  |  |

| Vuelta; 12 de octubre de 1978 | Fabril Deportivo | 2:0 (t. s.)(4-2 p.)(Global 3:3) | Caudal Deportivo |  |  |

| Ida; 01 de octubre de 1978 | C. D. Colonia Moscardó | 1:0 | C. D. San Fernando |  |  |

| Vuelta; 12 de octubre de 1978 | C. D. San Fernando | 3:0 (Global 3:1) | C. D. Colonia Moscardó |  |  |

| Ida; 01 de octubre de 1978 | C. D. Júpiter | 1:2 | C. Gimnástico de Tarragona |  |  |

| Vuelta; 12 de octubre de 1978 | C. Gimnástico de Tarragona | 0:0 (Global 2:1) | C. D. Júpiter |  |  |

| Ida; 01 de octubre de 1978 | Zamora C. F. | 2:0 | C. D. Calahorra |  |  |

| Vuelta; 12 de octubre de 1978 | C. D. Calahorra | 3:1 (t. s.)(6-7 p.)(Global 3:3) | Zamora C. F. |  |  |

| Ida; 01 de octubre de 1978 | Sporting Celanova C. F. | 1:3 | C. Turista de Vigo |  |  |

| Vuelta; 12 de octubre de 1978 | C. Turista de Vigo | 5:0 (Global 8:1) | Sporting Celanova C. F. |  |  |

| Ida; 01 de octubre de 1978 | C. F. Reus Deportivo | 2:0 | U. D. Poblense |  |  |

| Vuelta; 12 de octubre de 1978 | U. D. Poblense | 4:1 (Global 4:3) | C. F. Reus Deportivo |  |  |

| Ida; 01 de octubre de 1978 | C. D. Hospitalet | 1:1 | U. E. Olot |  |  |

| Vuelta; 12 de octubre de 1978 | U. E. Olot | 6:3 (Global 7:4) | C. D. Hospitalet |  |  |

| Ida; 01 de octubre de 1978 | Burgos Promesas C. F. | 0:0 | C. D. Venta de Baños |  |  |

| Vuelta; 12 de octubre de 1978 | C. D. Venta de Baños | 4:0 (Global 4:0) | Burgos Promesas C. F. |  |  |

## Segunda ronda

### Cuadro
| Equipo 1                   | Agr.       | Equipo 2                           | Ida | Vuelta |
| -------------------------- | ---------- | ---------------------------------- | --- | ------ |
| A. D. Almería              | 3-1        | C. D. San Fernando                 | 1-0 | 2-1    |
| Real Murcia C. F.          | 2-1        | Levante U. D.                      | 1-0 | 1-1    |
| Cultural D. Leonesa        | 1-3        | R. Racing C. de Santander          | 1-0 | 0-3    |
| Real Jaén C. F.            | 2-1        | Úbeda C. F.                        | 1-0 | 1-1    |
| C. D. Málaga               | 5-0        | Mérida Industrial C. F.            | 3-0 | 2-0    |
| Real Sociedad de F.        | 5-1        | Sestao S. C.                       | 4-1 | 1-0    |
| C. D. Pegaso               | 2-3        | C. Atlético de Madrid              | 0-1 | 2-2    |
| Tarrasa C. F.              | 1-1 (pen.) | U. D. Poblense                     | 0-1 | 1-0    |
| Elche C. F.                | 3-1        | Villarreal C. F.                   | 3-1 | 0-0    |
| F. C. Andorra              | 3-8        | R. C. D. Español                   | 2-5 | 1-3    |
| Real Zaragoza C. D.        | 2-1        | S. D. Huesca                       | 1-1 | 1-0    |
| Albacete Balompié          | 1-2        | Hércules C. F.                     | 1-0 | 0-2    |
| C. D. Acero                | 2-4        | Crevillente Deportivo              | 1-2 | 1-2    |
| C. D. Tenerife             | 1-2        | U. D. Las Palmas                   | 1-0 | 0-2    |
| A. D. Rayo Vallecano       | 6-2        | Talavera C. F.                     | 4-0 | 2-2    |
| Sevilla F. C.              | 5-1        | C. D. Diter Zafra                  | 4-1 | 1-0    |
| C. Turista de Vigo         | 0-3        | R. C. Celta de Vigo                | 0-0 | 0-3    |
| U. D. Lérida               | 1-0        | U. E. Olot                         | 0-0 | 1-0    |
| Cádiz C. F.                | 5-1        | Jerez Industrial C. F.             | 5-0 | 0-1    |
| R. C. Recreativo de Huelva | 2-4        | Ag. D. Ceuta                       | 2-1 | 0-3    |
| Xerez C. D.                | 1-5        | Real Betis Balompié                | 1-1 | 0-4    |
| Granada C. F.              | 0-1        | Córdoba C. F.                      | 0-1 | 0-0    |
| C. F. Gandía               | 3-5        | C. Gimnástico de Tarragona         | 3-2 | 0-3    |
| Castilla C. F.             | 7-0        | C. D. Carabanchel                  | 1-0 | 6-0    |
| C. D. Venta de Baños       | 2-10       | U. D. Salamanca                    | 0-3 | 2-7    |
| Santoña C. F.              | 2-4        | Real Oviedo C. F.                  | 2-1 | 0-3    |
| C. D. Lugo                 | 2-2 (pen.) | R. C. D. Coruña                    | 1-0 | 1-2    |
| C. D. Basconia             | 2-5        | C. Atlético Osasuna                | 0-1 | 2-4    |
| C. D. Turón                | 0-8        | Fabril Deportivo                   | 0-2 | 0-6    |
| Deportivo Alavés           | 4-1        | S. D. Erandio Club                 | 4-0 | 0-1    |
| C. D. San Andrés           | 3-5        | Gerona C. F.                       | 1-4 | 2-1    |
| S. D. Valmaseda C. F.      | 1-11       | Athletic Club                      | 0-3 | 1-8    |
| C. D. Orense               | 2-4        | Racing C. de Ferrol                | 2-2 | 0-2    |
| U. D. Español de SVR       | 0-8        | Cartagena F. C.                    | 0-1 | 0-7    |
| C. Getafe Deportivo        | 4-2        | A. D. Torrejón de Ardoz            | 3-0 | 1-2    |
| Baracaldo C. F.            | 2-1        | Bilbao Athletic C.                 | 1-0 | 1-1    |
| Zamora C. F.               | 4-2        | C. D. Logroñés                     | 2-0 | 2-2    |
| Burgos C. F.               | 5-0        | Real Valladolid Deportivo Promesas | 4-0 | 1-0    |

### Partidos
| Ida; 25 de octubre de 1978 | A. D. Almería | 1:0 | C. D. San Fernando |  |  |

| Vuelta; 29 de noviembre de 1978 | C. D. San Fernando | 1:2 (Global 1:3) | A. D. Almería |  |  |

| Ida; 25 de octubre de 1978 | Real Murcia C. F. | 1:0 | Levante U. D. |  |  |

| Vuelta; 29 de noviembre de 1978 | Levante U. D. | 1:1 (Global 1:2) | Real Murcia C. F. |  |  |

| Ida; 25 de octubre de 1978 | Cultural D. Leonesa | 1:0 | R. Racing C. de Santander |  |  |

| Vuelta; 29 de noviembre de 1978 | R. Racing C. de Santander | 3:0 (Global 3:1) | Cultural D. Leonesa |  |  |

| Ida; 25 de octubre de 1978 | Real Jaén C. F. | 1:0 | Úbeda C. F. |  |  |

| Vuelta; 01 de noviembre de 1978 | Úbeda C. F. | 1:1 (Global 1:2) | Real Jaén C. F. |  |  |

| Ida; 25 de octubre de 1978 | C. D. Málaga | 3:0 | Mérida Industrial C. F. |  |  |

| Vuelta; 29 de noviembre de 1978 | Mérida Industrial C. F. | 0:2 (Global 0:5) | C. D. Málaga |  |  |

| Ida; 25 de octubre de 1978 | Real Sociedad de F. | 4:1 | Sestao S. C. |  |  |

| Vuelta; 29 de noviembre de 1978 | Sestao S. C. | 0:1 (Global 1:5) | Real Sociedad de F. |  |  |

| Ida; 25 de octubre de 1978 | C. D. Pegaso | 0:1 | C. Atlético de Madrid |  |  |

| Vuelta; 29 de noviembre de 1978 | C. Atlético de Madrid | 2:2 (Global 3:2) | C. D. Pegaso |  |  |

| Ida; 25 de octubre de 1978 | Tarrasa C. F. | 0:1 | U. D. Poblense |  |  |

| Vuelta; 01 de noviembre de 1978 | U. D. Poblense | 0:1 (t. s.)(3-2 p.)(Global 1:1) | Tarrasa C. F. |  |  |

| Ida; 25 de octubre de 1978 | Elche C. F. | 3:1 | Villarreal C. F. |  |  |

| Vuelta; 29 de noviembre de 1978 | Villarreal C. F. | 0:0 (Global 1:3) | Elche C. F. |  |  |

| Ida; 25 de octubre de 1978 | F. C. Andorra | 2:5 | R. C. D. Español |  |  |

| Vuelta; 14 de noviembre de 1978 | R. C. D. Español | 3:1 (Global 8:3) | F. C. Andorra |  |  |

| Ida; 25 de octubre de 1978 | Real Zaragoza C. D. | 1:1 | S. D. Huesca |  |  |

| Vuelta; 01 de noviembre de 1978 | S. D. Huesca | 0:1 (Global 1:2) | Real Zaragoza C. D. |  |  |

| Ida; 25 de octubre de 1978 | Albacete Balompié | 1:0 | Hércules C. F. |  |  |

| Vuelta; 29 de noviembre de 1978 | Hércules C. F. | 2:0 (Global 2:1) | Albacete Balompié |  |  |

| Ida; 25 de octubre de 1978 | C. D. Acero | 1:2 | Crevillente Deportivo |  |  |

| Vuelta; 01 de noviembre de 1978 | Crevillente Deportivo | 2:1 (Global 4:2) | C. D. Acero |  |  |

| Ida; 25 de octubre de 1978 | C. D. Tenerife | 1:0 | U. D. Las Palmas |  |  |

| Vuelta; 22 de noviembre de 1978 | U. D. Las Palmas | 2:0 (Global 2:1) | C. D. Tenerife |  |  |

| Ida; 25 de octubre de 1978 | A. D. Rayo Vallecano | 4:0 | Talavera C. F. |  |  |

| Vuelta; 29 de noviembre de 1978 | Talavera C. F. | 2:2 (Global 2:6) | A. D. Rayo Vallecano |  |  |

| Ida; 25 de octubre de 1978 | Sevilla F. C. | 4:1 | C. D. Diter Zafra |  |  |

| Vuelta; 09 de noviembre de 1978 | C. D. Diter Zafra | 0:1 (Global 1:5) | Sevilla F. C. |  |  |

| Ida; 25 de octubre de 1978 | C. Turista de Vigo | 0:0 | R. C. Celta de Vigo |  |  |

| Vuelta; 21 de noviembre de 1978 | R. C. Celta de Vigo | 3:0 (Global 3:0) | C. Turista de Vigo |  |  |

| Ida; 25 de octubre de 1978 | U. D. Lérida | 0:0 | U. E. Olot |  |  |

| Vuelta; 29 de noviembre de 1978 | U. E. Olot | 0:1 (Global 0:1) | U. D. Lérida |  |  |

| Ida; 25 de octubre de 1978 | Cádiz C. F. | 5:0 | Jerez Industrial C. F. |  |  |

| Vuelta; 29 de noviembre de 1978 | Jerez Industrial C. F. | 1:0 (Global 1:5) | Cádiz C. F. |  |  |

| Ida; 25 de octubre de 1978 | R. C. Recreativo de Huelva | 2:1 | Ag. D. Ceuta |  |  |

| Vuelta; 29 de noviembre de 1978 | Ag. D. Ceuta | 3:0 (Global 4:2) | R. C. Recreativo de Huelva |  |  |

| Ida; 25 de octubre de 1978 | Xerez C. D. | 1:1 | Real Betis Balompié |  |  |

| Vuelta; 29 de noviembre de 1978 | Real Betis Balompié | 4:0 (Global 5:1) | Xerez C. D. |  |  |

| Ida; 25 de octubre de 1978 | Granada C. F. | 0:1 | Córdoba C. F. |  |  |

| Vuelta; 29 de noviembre de 1978 | Córdoba C. F. | 0:0 (Global 1:0) | Granada C. F. |  |  |

| Ida; 25 de octubre de 1978 | C. F. Gandía | 3:2 | C. Gimnástico de Tarragona |  |  |

| Vuelta; 30 de noviembre de 1978 | C. Gimnástico de Tarragona | 3:0 (Global 5:3) | C. F. Gandía |  |  |

| Ida; 01 de noviembre de 1978 | Castilla C. F. | 1:0 | C. D. Carabanchel |  |  |

| Vuelta; 09 de noviembre de 1978 | C. D. Carabanchel | 0:6 (Global 0:7) | Castilla C. F. |  |  |

| Ida; 01 de noviembre de 1978 | C. D. Venta de Baños | 0:3 | U. D. Salamanca |  |  |

| Vuelta; 08 de diciembre de 1978 | U. D. Salamanca | 7:2 (Global 10:2) | C. D. Venta de Baños |  |  |

| Ida; 01 de noviembre de 1978 | Santoña C. F. | 2:1 | Real Oviedo C. F. |  |  |

| Vuelta; 29 de noviembre de 1978 | Real Oviedo C. F. | 3:0 (Global 4:2) | Santoña C. F. |  |  |

| Ida; 01 de noviembre de 1978 | C. D. Lugo | 1:0 | R. C. D. Coruña |  |  |

| Vuelta; 29 de noviembre de 1978 | R. C. D. Coruña | 2:1 (t. s.)(5-2 p.)(Global 2:2) | C. D. Lugo |  |  |

| Ida; 01 de noviembre de 1978 | C. D. Basconia | 0:1 | C. Atlético Osasuna |  |  |

| Vuelta; 29 de noviembre de 1978 | C. Atlético Osasuna | 4:2 (Global 5:2) | C. D. Basconia |  |  |

| Ida; 01 de noviembre de 1978 | C. D. Turón | 0:2 | Fabril Deportivo |  |  |

| Vuelta; 23 de noviembre de 1978 | Fabril Deportivo | 6:0 (Global 8:0) | C. D. Turón |  |  |

| Ida; 01 de noviembre de 1978 | Deportivo Alavés | 4:0 | S. D. Erandio Club |  |  |

| Vuelta; 23 de noviembre de 1978 | S. D. Erandio Club | 1:0 (Global 1:4) | Deportivo Alavés |  |  |

| Ida; 01 de noviembre de 1978 | C. D. San Andrés | 1:4 | Gerona C. F. |  |  |

| Vuelta; 22 de noviembre de 1978 | Gerona C. F. | 1:2 (Global 5:3) | C. D. San Andrés |  |  |

| Ida; 01 de noviembre de 1978 | S. D. Valmaseda C. F. | 0:3 | Athletic Club |  |  |

| Vuelta; 22 de noviembre de 1978 | Athletic Club | 8:1 (Global 11:1) | S. D. Valmaseda C. F. |  |  |

| Ida; 01 de noviembre de 1978 | C. D. Orense | 2:2 | Racing C. de Ferrol |  |  |

| Vuelta; 29 de noviembre de 1978 | Racing C. de Ferrol | 2:0 (Global 4:2) | C. D. Orense |  |  |

| Ida; 01 de noviembre de 1978 | U. D. Español de SVR | 0:1 | Cartagena F. C. |  |  |

| Vuelta; 09 de noviembre de 1978 | Cartagena F. C. | 7:0 (Global 8:0) | U. D. Español de SVR |  |  |

| Ida; 01 de noviembre de 1978 | C. Getafe Deportivo | 3:0 | A. D. Torrejón de Ardoz |  |  |

| Vuelta; 09 de noviembre de 1978 | A. D. Torrejón de Ardoz | 2:1 (Global 2:4) | C. Getafe Deportivo |  |  |

| Ida; 01 de noviembre de 1978 | Baracaldo C. F. | 1:0 | Bilbao Athletic C. |  |  |

| Vuelta; 29 de noviembre de 1978 | Bilbao Athletic C. | 1:1 (Global 1:2) | Baracaldo C. F. |  |  |

| Ida; 01 de noviembre de 1978 | Zamora C. F. | 2:0 | C. D. Logroñés |  |  |

| Vuelta; 29 de noviembre de 1978 | C. D. Logroñés | 2:2 (Global 2:4) | Zamora C. F. |  |  |

| Ida; 09 de noviembre de 1978 | Burgos C. F. | 4:0 | Real Valladolid Deportivo Promesas |  |  |

| Vuelta; 08 de diciembre de 1978 | Real Valladolid Deportivo Promesas | 0:1 (Global 0:5) | Burgos C. F. |  |  |

## Tercera ronda

### Cuadro
| Equipo 1                   | Agr.       | Equipo 2             | Ida | Vuelta |
| -------------------------- | ---------- | -------------------- | --- | ------ |
| C. Atlético de Madrid      | 3-3 (pen.) | Real Madrid C. F.    | 1-1 | 2-2    |
| Baracaldo C. F.            | 1-2        | Ag. D. Ceuta         | 1-0 | 0-2    |
| A. D. Almería              | 4-3        | Cartagena F. C.      | 1-1 | 3-2    |
| Real Betis Balompié        | 1-2        | U. D. Las Palmas     | 0-0 | 1-2    |
| Cádiz C. F.                | 3-2        | R. Sporting de Gijón | 1-0 | 2-2    |
| Castilla C. F.             | 4-6        | Real Murcia C. F.    | 4-2 | 0-4    |
| R. C. Celta de Vigo        | 4-3        | Hércules C. F.       | 2-0 | 2-3    |
| Córdoba C. F.              | 3-7        | Sevilla F. C.        | 1-2 | 2-5    |
| Crevillente Deportivo      | 1-2        | A. D. Rayo Vallecano | 0-0 | 1-2    |
| R. C. D. Coruña            | 2-2 (pen.) | Athletic Club        | 2-2 | 0-0    |
| Gerona C. F.               | 1-3        | Valencia C. F.       | 0-2 | 1-1    |
| Elche C. F.                | (pen.) 2-2 | U. D. Poblense       | 1-0 | 1-2    |
| Fabril Deportivo           | 1-7        | U. D. Salamanca      | 1-3 | 0-4    |
| Real Jaén C. F.            | 2-3        | C. Atlético Osasuna  | 1-1 | 1-2    |
| U. D. Lérida               | 1-4        | Real Sociedad de F.  | 0-1 | 1-3    |
| C. D. Málaga               | 1-0        | Racing C. de Ferrol  | 0-0 | 1-0    |
| Real Oviedo C. F.          | 0-1        | Deportivo Alavés     | 0-0 | 0-1    |
| R. Racing C. de Santander  | 4-2        | Zamora C. F.         | 3-0 | 1-2    |
| C. Gimnástico de Tarragona | 0-2        | Burgos C. F.         | 0-1 | 0-1    |
| Real Valladolid Deportivo  | 3-2        | R. C. D. Español     | 1-1 | 2-1    |
| Real Zaragoza C. D.        | 5-1        | C. Getafe Deportivo  | 4-1 | 1-0    |

### Partidos
| Ida; 10 de enero de 1979 | C. Atlético de Madrid | 1:1 | Real Madrid C. F. |  |  |

| Vuelta; 24 de enero de 1979 | Real Madrid C. F. | 2:2 (t. s.)(4-1 p.)(Global 3:3) | C. Atlético de Madrid |  |  |

| Ida; 10 de enero de 1979 | Baracaldo C. F. | 1:0 | Ag. D. Ceuta |  |  |

| Vuelta; 24 de enero de 1979 | Ag. D. Ceuta | 2:0 (Global 2:1) | Baracaldo C. F. |  |  |

| Ida; 10 de enero de 1979 | A. D. Almería | 1:1 | Cartagena F. C. |  |  |

| Vuelta; 17 de enero de 1979 | Cartagena F. C. | 2:3 (Global 3:4) | A. D. Almería |  |  |

| Ida; 10 de enero de 1979 | Real Betis Balompié | 0:0 | U. D. Las Palmas |  |  |

| Vuelta; 24 de enero de 1979 | U. D. Las Palmas | 2:1 (Global 2:1) | Real Betis Balompié |  |  |

| Ida; 10 de enero de 1979 | Cádiz C. F. | 1:0 | R. Sporting de Gijón |  |  |

| Vuelta; 24 de enero de 1979 | R. Sporting de Gijón | 2:2 (Global 2:3) | Cádiz C. F. |  |  |

| Ida; 10 de enero de 1979 | Castilla C. F. | 4:2 | Real Murcia C. F. |  |  |

| Vuelta; 31 de enero de 1979 | Real Murcia C. F. | 4:0 (Global 6:4) | Castilla C. F. |  |  |

| Ida; 10 de enero de 1979 | R. C. Celta de Vigo | 2:0 | Hércules C. F. |  |  |

| Vuelta; 24 de enero de 1979 | Hércules C. F. | 3:2 (Global 3:4) | R. C. Celta de Vigo |  |  |

| Ida; 17 de enero de 1979 | Córdoba C. F. | 1:2 | Sevilla F. C. |  |  |

| Vuelta; 24 de enero de 1979 | Sevilla F. C. | 5:2 (Global 7:3) | Córdoba C. F. |  |  |

| Ida; 10 de enero de 1979 | Crevillente Deportivo | 0:0 | A. D. Rayo Vallecano |  |  |

| Vuelta; 25 de enero de 1979 | A. D. Rayo Vallecano | 2:1 (Global 2:1) | Crevillente Deportivo |  |  |

| Ida; 17 de enero de 1979 | R. C. D. Coruña | 2:2 | Athletic Club |  |  |

| Vuelta; 31 de enero de 1979 | Athletic Club | 0:0 (t. s.)(4-1 p.)(Global 2:2) | R. C. D. Coruña |  |  |

| Ida; 09 de enero de 1979 | Gerona C. F. | 0:2 | Valencia C. F. |  |  |

| Vuelta; 23 de enero de 1979 | Valencia C. F. | 1:1 (Global 3:1) | Gerona C. F. |  |  |

| Ida; 10 de enero de 1979 | Elche C. F. | 1:0 | U. D. Poblense |  |  |

| Vuelta; 24 de enero de 1979 | U. D. Poblense | 2:1 (t. s.)(4-5 p.)(Global 2:2) | Elche C. F. |  |  |

| Ida; 10 de enero de 1979 | Fabril Deportivo | 1:3 | U. D. Salamanca |  |  |

| Vuelta; 24 de enero de 1979 | U. D. Salamanca | 4:0 (Global 7:1) | Fabril Deportivo |  |  |

| Ida; 10 de enero de 1979 | Real Jaén C. F. | 1:1 | C. Atlético Osasuna |  |  |

| Vuelta; 24 de enero de 1979 | C. Atlético Osasuna | 2:1 (Global 3:2) | Real Jaén C. F. |  |  |

| Ida; 10 de enero de 1979 | U. D. Lérida | 0:1 | Real Sociedad de F. |  |  |

| Vuelta; 24 de enero de 1979 | Real Sociedad de F. | 3:1 (Global 4:1) | U. D. Lérida |  |  |

| Ida; 10 de enero de 1979 | C. D. Málaga | 0:0 | Racing C. de Ferrol |  |  |

| Vuelta; 24 de enero de 1979 | Racing C. de Ferrol | 0:1 (Global 0:1) | C. D. Málaga |  |  |

| Ida; 10 de enero de 1979 | Real Oviedo C. F. | 0:0 | Deportivo Alavés |  |  |

| Vuelta; 24 de enero de 1979 | Deportivo Alavés | 1:0 (Global 1:0) | Real Oviedo C. F. |  |  |

| Ida; 10 de enero de 1979 | R. Racing C. de Santander | 3:0 | Zamora C. F. |  |  |

| Vuelta; 24 de enero de 1979 | Zamora C. F. | 2:1 (Global 2:4) | R. Racing C. de Santander |  |  |

| Ida; 10 de enero de 1979 | C. Gimnástico de Tarragona | 0:1 | Burgos C. F. |  |  |

| Vuelta; 24 de enero de 1979 | Burgos C. F. | 1:0 (Global 2:0) | C. Gimnástico de Tarragona |  |  |

| Ida; 10 de enero de 1979 | Real Valladolid Deportivo | 1:1 | R. C. D. Español |  |  |

| Vuelta; 24 de enero de 1979 | R. C. D. Español | 1:2 (Global 2:3) | Real Valladolid Deportivo |  |  |

| Ida; 10 de enero de 1979 | Real Zaragoza C. D. | 4:1 | C. Getafe Deportivo |  |  |

| Vuelta; 24 de enero de 1979 | C. Getafe Deportivo | 0:1 (Global 1:5) | Real Zaragoza C. D. |  |  |

## Cuarta ronda

### Cuadro
| Equipo 1                  | Agr.       | Equipo 2                  | Ida | Vuelta |
| ------------------------- | ---------- | ------------------------- | --- | ------ |
| Real Madrid C. F.         | 5-3        | U. D. Las Palmas          | 4-2 | 1-1    |
| C. D. Málaga              | 3-5        | Real Valladolid Deportivo | 2-1 | 1-4    |
| C. Atlético Osasuna       | (pen.) 2-2 | A. D. Almería             | 2-1 | 0-1    |
| Real Sociedad de F.       | 2-4        | Valencia C. F.            | 1-0 | 1-4    |
| R. Racing C. de Santander | 2-1        | Ag. D. Ceuta              | 0-1 | 2-0    |
| Real Zaragoza C. D.       | 6-5        | Cádiz C. F.               | 5-2 | 1-3    |

### Partidos
| Ida; 07 de febrero de 1979 | Real Madrid C. F. | 4:2 | U. D. Las Palmas |  |  |

| Vuelta; 21 de febrero de 1979 | U. D. Las Palmas | 1:1 (Global 3:5) | Real Madrid C. F. |  |  |

| Ida; 07 de febrero de 1979 | C. D. Málaga | 2:1 | Real Valladolid Deportivo |  |  |

| Vuelta; 21 de febrero de 1979 | Real Valladolid Deportivo | 4:1 (Global 5:3) | C. D. Málaga |  |  |

| Ida; 07 de febrero de 1979 | C. Atlético Osasuna | 2:1 | A. D. Almería |  |  |

| Vuelta; 21 de febrero de 1979 | A. D. Almería | 1:0 (t. s.)(2-3 p.)(Global 2:2) | C. Atlético Osasuna |  |  |

| Ida; 07 de febrero de 1979 | Real Sociedad de F. | 1:0 | Valencia C. F. |  |  |

| Vuelta; 21 de febrero de 1979 | Valencia C. F. | 4:1 (Global 4:2) | Real Sociedad de F. |  |  |

| Ida; 07 de febrero de 1979 | R. Racing C. de Santander | 0:1 | Ag. D. Ceuta |  |  |

| Vuelta; 21 de febrero de 1979 | Ag. D. Ceuta | 0:2 (Global 1:2) | R. Racing C. de Santander |  |  |

| Ida; 07 de febrero de 1979 | Real Zaragoza C. D. | 5:2 | Cádiz C. F. |  |  |

| Vuelta; 21 de febrero de 1979 | Cádiz C. F. | 3:1 (Global 5:6) | Real Zaragoza C. D. |  |  |

## Fase final

### Octavos de final
La ronda de los octavos de final tuvo lugar los días 28 de febrero, los partidos de ida; y 18 de abril de 1979, los de vuelta.
| Local ida                 | Resultado global    | Local vuelta                  | Ida   | Vuelta |
| ------------------------- | ------------------- | ----------------------------- | ----- | ------ |
| Atlético de Bilbao        | 2 - 3               | Real Zaragoza                 | 2 - 2 | 0 - 1  |
| F. C. Barcelona           | 4 - 5               | Valencia C. F.                | 4 - 1 | 0 - 4  |
| R. C. Celta de Vigo       | 1 - 5               | Real Madrid C. F.             | 1 - 1 | 0 - 4  |
| Real Murcia C. F.         | 1 - 2               | Deportivo Alavés              | 1 - 0 | 0 - 2  |
| C. A. Osasuna             | 3 - 1               | Elche C. F.                   | 3 - 0 | 0 - 1  |
| A. D. Rayo Vallecano      | 0 - 2               | Real Racing Club de Santander | 0 - 0 | 0 - 2  |
| U. D. Salamanca           | 1 - 2               | Sevilla F. C.                 | 1 - 0 | 0 - 2  |
| Real Valladolid Deportivo | 4 - 4 (pen., 4 - 1) | Burgos C. F.                  | 2 - 2 | 2 - 2  |

### Cuartos de final
La ronda de cuartos de final tuvo lugar entre los días 2 de mayo, los partidos de ida; y 10 de junio de 1979, los de vuelta.
| Local ida                 | Resultado global | Local vuelta                  | Ida   | Vuelta |
| ------------------------- | ---------------- | ----------------------------- | ----- | ------ |
| Deportivo Alavés          | 0 - 4            | Valencia C. F.                | 0 - 1 | 0 - 3  |
| Real Madrid C. F.         | 2 - 1            | Real Zaragoza                 | 2 - 0 | 0 - 1  |
| Sevilla F. C.             | 4 - 1            | Real Racing Club de Santander | 2 - 1 | 2 - 0  |
| Real Valladolid Deportivo | 4 - 2            | C. A. Osasuna                 | 2 - 0 | 2 - 2  |

### Semifinales
La ronda de semifinales tuvo lugar entre el 16 de junio, los partidos de ida; y el 24 de junio de 1979, los de vuelta.
| Local ida      | Resultado global | Local vuelta              | Ida   | Vuelta |
| -------------- | ---------------- | ------------------------- | ----- | ------ |
| Sevilla F. C.  | 1 - 2            | Real Madrid C. F.         | 0 - 0 | 1 - 2  |
| Valencia C. F. | 3 - 2            | Real Valladolid Deportivo | 2 - 0 | 1 - 2  |

### Final
La final de la Copa del Rey 1978-79 tuvo lugar el 30 de junio de 1979 en el estadio Vicente Calderón de Madrid.
| Sábado 30 de junio de 1979, 21:00 | Valencia C. F.  | 2 - 0 | Real Madrid C. F. | Estadio Vicente Calderón, Madrid                                        |                                                                         |
|                                   | Kempes 24' 90+' |       |                   | Asistencia: 70 000 espectadores Árbitro(s): Emilio Carlos Guruceta Muro | Asistencia: 70 000 espectadores Árbitro(s): Emilio Carlos Guruceta Muro |

| 1          | POR        | José Luis Manzanedo |     |
| 2          | DEF        | José Carrete        |     |
| 5          | DEF        | Manuel Botubot      |     |
| 4          | DEF        | Ricardo Arias       |     |
| 3          | DEF        | José Cerveró        |     |
| 6          | MED        | Rainer Bonhof       |     |
| 8          | MED        | Ángel Castellanos   |     |
| 10         | MED        | Daniel Solsona      | 86' |
| 7          | MED        | Enrique Saura       |     |
| 9          | DEL        | Mario Kempes        |     |
| 11         | DEL        | Darío Felman        |     |
| Entrenador | Entrenador | Pasieguito          |     |

| 1          | POR        | Mariano García Remón       | 88' |
| 2          | DEF        | Isidoro San José           |     |
| 5          | DEF        | Gregorio Benito            |     |
| 4          | DEF        | Enrique Wolff              |     |
| 3          | DEF        | Isidro Díaz                |     |
| 6          | MED        | Vicente del Bosque         |     |
| 8          | MED        | Uli Stielike               |     |
| 10         | MED        | Francisco García Hernández |     |
| 7          | DEL        | Roberto Juan Martínez      |     |
| 19         | DEL        | Santillana                 | 12' |
| 11         | DEL        | Ico Aguilar                |     |
| Entrenador | Entrenador | Luis Molowny               |     |

| 12 | DEF | Miguel Tendillo | 86' |

| 14 | MED | Alberto Vitoria | 12' |
| 13 | POR | Javier Maté     | 88' |

| Anotado | 24' | Mario Kempes | 1-0 |
| Anotado | 90' | Mario Kempes | 2-0 |

| Amonestado | 65' | Enrique Saura |
| Amonestado | 73' | José Cerveró  |

| Amonestado | 83' | Isidoro San José |

| Árbitro | Emilio Carlos Guruceta Muro |

| 1          | POR        | José Luis Manzanedo |     |
| 2          | DEF        | José Carrete        |     |
| 5          | DEF        | Manuel Botubot      |     |
| 4          | DEF        | Ricardo Arias       |     |
| 3          | DEF        | José Cerveró        |     |
| 6          | MED        | Rainer Bonhof       |     |
| 8          | MED        | Ángel Castellanos   |     |
| 10         | MED        | Daniel Solsona      | 86' |
| 7          | MED        | Enrique Saura       |     |
| 9          | DEL        | Mario Kempes        |     |
| 11         | DEL        | Darío Felman        |     |
| Entrenador | Entrenador | Pasieguito          |     |

| 1          | POR        | Mariano García Remón       | 88' |
| 2          | DEF        | Isidoro San José           |     |
| 5          | DEF        | Gregorio Benito            |     |
| 4          | DEF        | Enrique Wolff              |     |
| 3          | DEF        | Isidro Díaz                |     |
| 6          | MED        | Vicente del Bosque         |     |
| 8          | MED        | Uli Stielike               |     |
| 10         | MED        | Francisco García Hernández |     |
| 7          | DEL        | Roberto Juan Martínez      |     |
| 19         | DEL        | Santillana                 | 12' |
| 11         | DEL        | Ico Aguilar                |     |
| Entrenador | Entrenador | Luis Molowny               |     |

| 12 | DEF | Miguel Tendillo | 86' |

| 14 | MED | Alberto Vitoria | 12' |
| 13 | POR | Javier Maté     | 88' |

| Anotado | 24' | Mario Kempes | 1-0 |
| Anotado | 90' | Mario Kempes | 2-0 |

| Amonestado | 65' | Enrique Saura |
| Amonestado | 73' | José Cerveró  |

| Amonestado | 83' | Isidoro San José |

| Árbitro | Emilio Carlos Guruceta Muro |

|                        |
|                        |
| Campeón Valencia C. F. |
| 5.° título             |